# 托諾瓦斯島
托諾瓦斯島（英語：Tonowas, Tonoas），西班牙語稱為達博隆島（西班牙語：Dublon），是西太平洋島國密克羅尼西亞聯邦的島嶼，屬於加羅林群島的一部分，由丘克州負責管轄，面積8.8平方公里，2008年人口3,820。
該島在第二次世界大戰期間為大日本帝國陸軍總部，日治時期該島稱為夏島（日語：なつしま）。位於地下碉堡內的日本帝國海軍基地被登錄於美國國家史蹟名錄中。

## 外部連結
- Directory of the islands of Micronesia （页面存档备份，存于）